# Michał Górczyński
Michał Górczyński (* 30. April 1977 in Warschau) ist ein polnischer Bassklarinettist, Kammer- und Improvisationsmusiker und Komponist.
Górczyński studierte bis 1977 an der Musikakademie in Warschau und nahm an den Darmstädter Ferienkursen teil. Er trat u. a. beim Festival Warschauer Herbst unter Leitung von Jacek Kaspszyk, mit dem polnischen Rundfunkorchester unter Jerzy Maksymiuk, dem holländischen Ensemble De Ereprijs und dem Kwartet Śląski auf.
2002 gründete er das Ensemble Kwartludium, mit dem er bei Festivals wie Audio Art, dem Warschauer Herbst und dem Festival Ultraschall in Berlin auftrat. Als Improvisationsmusiker arbeitete er u. a. mit Peter Kowald, John Edwards und Zdzisław Piernik zusammen. Er hat drei CDs veröffentlicht: Boys Band Trio (2000), Pink Freud (2000) und Górczyński/Piernik (2001). Als Komponist trat Górczyński mit kammermusikalischen Werken, zudem mit mehr als 25 Schauspielmusiken sowie Musik zu Untergrund-, Kurz und Dokumentarfilmen hervor.

## Werke
- Zróżnicowanie für zwei Fagotte und Klarinette
- Rondo a la krakowiak für schreienden Pianisten und Bassklarinette
- Malowanie für zwei Klarinetten, Fagott, Kontrabass und Gesang
- Suita w stylu żydowskim für Klarinette, Violine und Kontrabass